# Agaricomycetidae
Agaricomycetidae é uma subclasse de fungos do filo Basidiomycota. O nome Agaricomycetidae tinha sido inicialmente usado por Marcel Locquin em 1984, mas a sua publicação não continha o diagnóstico em latim e como tal é inválido de acordo com o Código Internacional de Nomenclatura Botânica. Foi posteriormente publicado de forma válida por Erast Parmasto em 1986.